# Dolmen de Peyre Nègre
Le dolmen de Peyre Nègre est situé sur la commune de Beaumont-du-Périgord dans le département français de la Dordogne.

## Description
Le dolmen se caractérise par une table de couverture à la forme totalement atypique, longue de 2,80 m et large de 3 m, dont l'épaisseur varie de 0,22 m à son extrémité nord-est à 1,80 m au bord opposé, creuse sur toute sa longueur avec des bords relevés, «qui lui donne un peu l'aspect d'une selle à la hussarde». L'orthostate côté sud mesure 1,80 m de long pour 1,30 m de hauteur. Les deux autres orthostates sont brisés, écrasés sous le poids de la table. Toutes les dalles sont en grès ferrugineux de couleur sombre.
Le dolmen est situé à environ 650 m au nord-ouest de l'allée couverte de Blanc.